# Macrina Raparelli
Elena Raparelli, née le 2 avril 1893 à Grottaferrata et décédée le 26 février 1970 à Mezzojuso, était une religieuse catholique italienne. En religion Mère Macrina, elle est la fondatrice des sœurs basiliennes, Filles de Sainte-Macrine. Cette congrégation, de rite byzantin, a pour but de promouvoir l'unité des chrétiens. Elle est reconnue vénérable par l'Église catholique.

## Biographie
Elena Raparelli naît dans une famille modeste et profondément religieuse de Grottaferrata. Dès sa plus tendre enfance, elle mène une vie pieuse, se rendant quotidiennement au monastère Santa Maria Odigitria. Elle partage ses idéaux de vie spirituelle avec sa cadette Agnès. Elles auront comme confesseur le père Nilo Borgia, un religieux réputé pour sa sainteté, qui les poussa à faire le vœu de chasteté. Pendant ce temps, Elena approfondit son projet de fondation et confiera un jour à son confesseur : "Nous voulons fonder une institution de rite byzantin pour les peuples orientaux et pour les Albanais".
Le père Nilo Borgia (it), qui connaît bien saint Louis Orione, lui envoie Elena et Agnès pour qu'elles commencent la vie religieuse dans l'un de ses instituts. C'est ainsi qu'elles partent en mai 1919 pour le Monte Mario, dans la province de Rome. Pendant ce temps, le père Borgia défend le projet de ses filles spirituelles et il trouve l'encouragement de Mgr Isaia Popudopulos, secrétaire de la Congrégation pour les Églises orientales. En 1921, le curé de Mezzojuso demande à recevoir la jeune communauté des sœurs Raparelli. Les débuts sont durs. Leur maison est pauvre et elle redouble d'apostolat, notamment auprès des enfants, des malades, des mères et des vieillards.
En mai 1925, le cardinal Lualdi, archevêque de Palerme, se rend à Mezzojuso et élève la communauté en congrégation de droit diocésain, l'appelant l'Institut des Sœurs basiliennes, Filles de Sainte-Macrine. Les religieuses ont pour but l'apostolat auprès des plus nécessiteux, la vie contemplative, mais c'est surtout en suivant le rite byzantin que la principale activité est l'unité des chrétiens, de par les œuvres, la prière et l'exemple. Le 30 juillet 1930, Elena fait sa profession religieuse sous le nom de sœur Macrina, et devient la supérieure générale de l'institut.
Dès lors, elle devient la guide sa congrégation. Elle forme ses religieuses avec soin, mais surtout par l'exemple, et sera d'ailleurs toujours réélue à la tête de l'institut. Sous son gouvernorat, elle implante de nombreuses maisons dans le Tyrol, en Calabre, Sicile, en Albanie et notamment en Inde. Pour elle, les deux poumons du christianisme sont l'Est et l'Ouest, alors autant les rassembler dans une même communauté religieuse. Mère Macrina meurt le 26 février 1970, après s'être retirée depuis quelques mois à cause de la maladie. À sa mort, des centaines de personnes viennent rendre un dernier hommage à sa dépouille exposée dans la maison mère de Mezzojuso, avant que ses funérailles soient célébrées par autant d'évêques et de prêtres de rite oriental, byzantin, que d'évêques et prêtres de rite romain.

## Béatification
Le 23 mars 2017, le pape François reconnaît l'héroïcité de ses vertus et la déclare vénérable.